# Computació a escala Zetta
La informàtica a zettascale fa referència a sistemes informàtics capaços de calcular almenys "1021 IEEE 754 operacions de doble precisió (64 bits) (multiplicacions i/o addicions) per segon (zettaFLOPS)". És una mesura del rendiment dels superordinadors i el juliol de 2022 és una hipotètica barrera de rendiment. Un sistema informàtic a escala zetta podria generar més dades de coma flotant en un segon de les que emmagatzemaven els mitjans digitals totals a la Terra el primer trimestre del 2011.

## Definicions
Les operacions de coma flotant per segon (FLOPS) són una mesura del rendiment de l'ordinador. Els FLOPS es poden registrar en diferents mesures de precisió, però la mesura estàndard (utilitzada per la llista de superordinadors TOP500) utilitza operacions de 64 bits (format de coma flotant de doble precisió) per segon utilitzant el benchmark LINPACK d'alt rendiment (HPLinpack).

## Previsions
El 2018, els científics xinesos van predir que el primer sistema d'escala zetta s'assemblaria el 2035. Aquesta previsió sembla plausible des del punt de vista històric, ja que van trigar uns 12 anys a progressar de les màquines a escala terascal (1012) als sistemes a petaescala (1015) i després 14 anys més a passar a ordinadors a escala exascala (1018).
Els científics preveuen que és probable que els sistemes a escala zetta estiguin centrats en les dades; aquesta proposta significa que els components del sistema es traslladaran a les dades, no a l'inrevés, ja que es preveu que els volums de dades en el futur siguin tan grans que moure les dades serà massa car. També es preveu que els sistemes a escala zetta estiguin descentralitzats, perquè aquest model pot ser la ruta més curta per assolir el rendiment a escala zetta, amb milions de components menys potents connectats i treballant junts per formar un hiperordinador col·lectiu que sigui més potent que qualsevol altre. màquina. Aquests sistemes descentralitzats es poden dissenyar per imitar sistemes biològics complexos, i el següent paradigma cibernètic es pot basar en sistemes cibernètics líquids amb solucions d'intel·ligència incorporades.

### Configuració potencial
La Universitat Nacional de Tecnologia de Defensa de la Xina proposa les mètriques següents:
- Consum d'energia: 100 MW
- Eficiència energètica: 10 teraflops/watt
- Rendiment màxim per node: 10 petaflops
- Ample de banda de comunicació entre nodes: 1,6 terabits/segon
- Ample de banda d'E/S: de 10 a 100 petabytes/segon
- Capacitat d'emmagatzematge: 1,0 zettabyte
- Superfície: 1000 metres quadrats

## Aplicacions
- Els ordinadors de Zettascale podran pronosticar amb precisió el temps global durant 2 setmanes en el futur.
- Els càlculs a Zettascale també podran reduir significativament el temps necessari per a les simulacions astrofísiques de fenòmens tan rars com els forats negres, les fusions d'estrelles de neutrons i les supernoves. Per exemple, el càlcul d'un model 3D d'inestabilitat de les ones de xoc a partir d'un nucli de supernova col·lapsant, que triga 1 milió d'hores en ordinadors petaflops i 1000 hores en màquines exaflops, es pot fer en només una hora en sistemes zettaflops.
- Els sistemes Zettascale o Yottascale podrien modelar amb precisió tot el cervell humà.